# Ares I
Ares I fue un vehículo de lanzamiento de transporte de tripulación desarrollado por la NASA en 2004 como parte del programa Constelación. Este cohete lanzaría el módulo Orión, el cual tenía previsto llevar a la tripulación en misiones espaciales después del final de la vida operativa del Transbordador Espacial. El Ares I antes era conocido como el Vehículo de Lanzamiento de Tripulación o CLV por sus siglas en inglés Crew Launch Vehicle. Sin embargo, el programa Constelación, incluido Ares I, fue cancelado por el presidente de EE. UU. Barack Obama en octubre de 2010. Sus hermanos mayores, el Ares IV y el Ares V, también cancelados, estaban diseñados como lanzaderas complementarias del programa Constelación. 
Estos cohetes llevan el nombre del dios griego Ares, dios de la guerra y personificación de la fuerza bruta y la violencia, que se identifica en la mitología romana con Marte.

## Rol en el programa Constelación

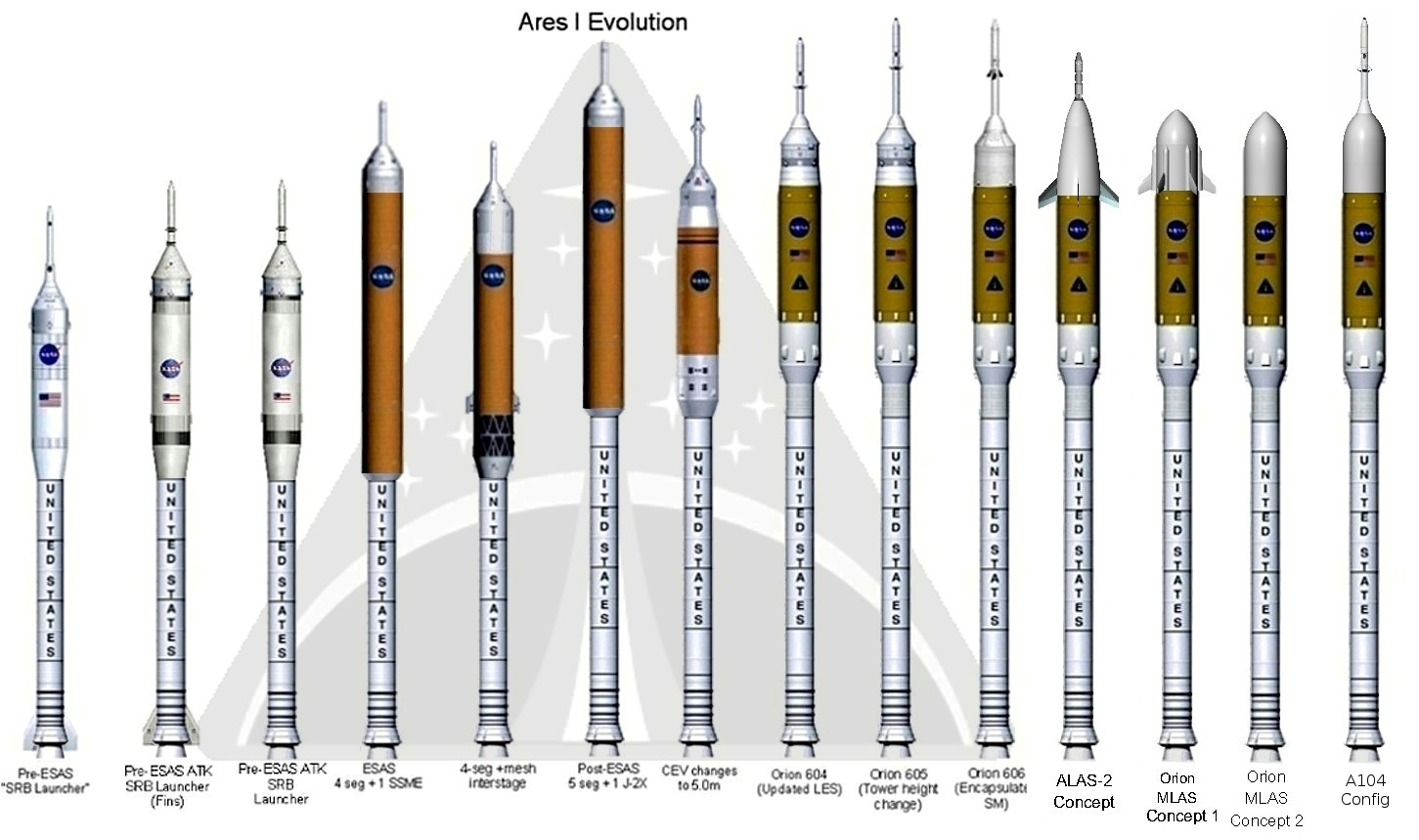
Imagen conceptual de la evolución del diseño del Ares I desde pre-ESAS hasta los últimos desarrollos.

El Ares I sería el elemento encargado del lanzamiento de la tripulación en el programa Constelación. De forma diferente al transbordador espacial, en el que tripulación y carga son lanzados conjuntamente, la idea del programa Constelación es tener dos vehículos de lanzamiento independientes, el Ares I y el Ares V, para tripulación y carga respectivamente. Tener dos vehículos de lanzamiento diferentes permite diseños más especializados para los distintos objetivos que deben cumplir. 
El cohete Ares I está diseñado específicamente para lanzar el Vehículo tripulado Orión. El Orión se ha diseñado como una cápsula para la tripulación, similar en diseño a la cápsula del Programa Apolo, para transportar astronautas a la Estación Espacial Internacional, la Luna, y eventualmente hasta Marte u otros cuerpos celestes cercanos a la órbita terrestre, como algún asteroide.

## Diseño

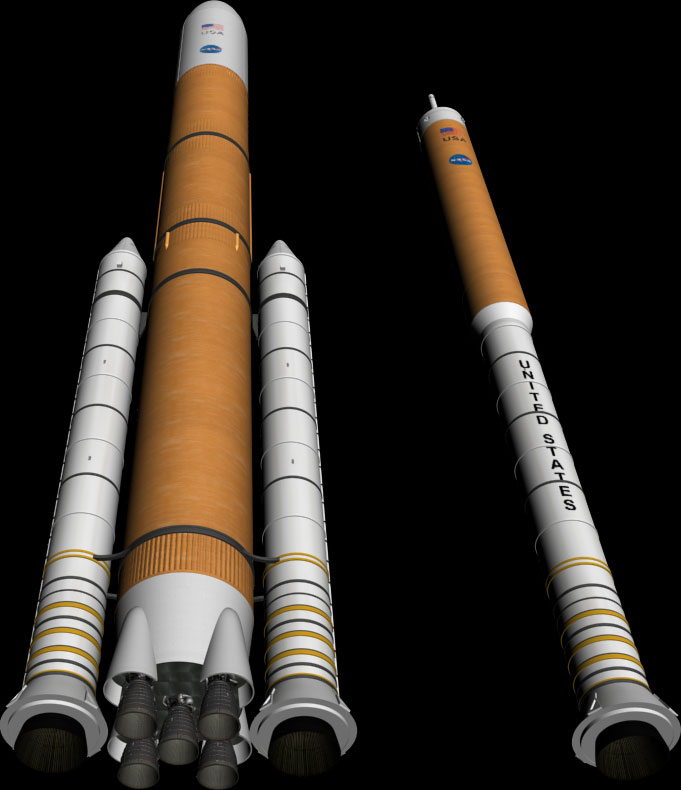
Dibujo conceptual del cuerpo del cohete.

### Primera etapa
Esta es la etapa más potente y usa un cohete de combustible sólido reusable derivado de los utilizados en el transbordador espacial. La novedad más destacable es la incorporación de un quinto segmento, gracias al cual el Ares I puede conseguir un mayor empuje y un mayor tiempo de propulsión, permitiéndole alcanzar una órbita más elevada.

### Etapa Superior
Esta etapa será propulsada por el motor de cohete J-2X que usa combustible líquido, este es un derivado de los usados en el cohete Saturno V. El 16 de julio de 2007, la NASA adjudicó el contrato de construcción a la compañía Rocketdyne para que realizara las pruebas en tierra y en vuelo. Inicialmente la NASA iba a usar los motores principales del Transbordador pero se modificó por el elevado costo de estos, entre 55 y 60 millones de dólares por motor, en comparación con el nuevo motor que es de 20 millones y diseñado para vuelos en órbitas altas.

## Desarrollo

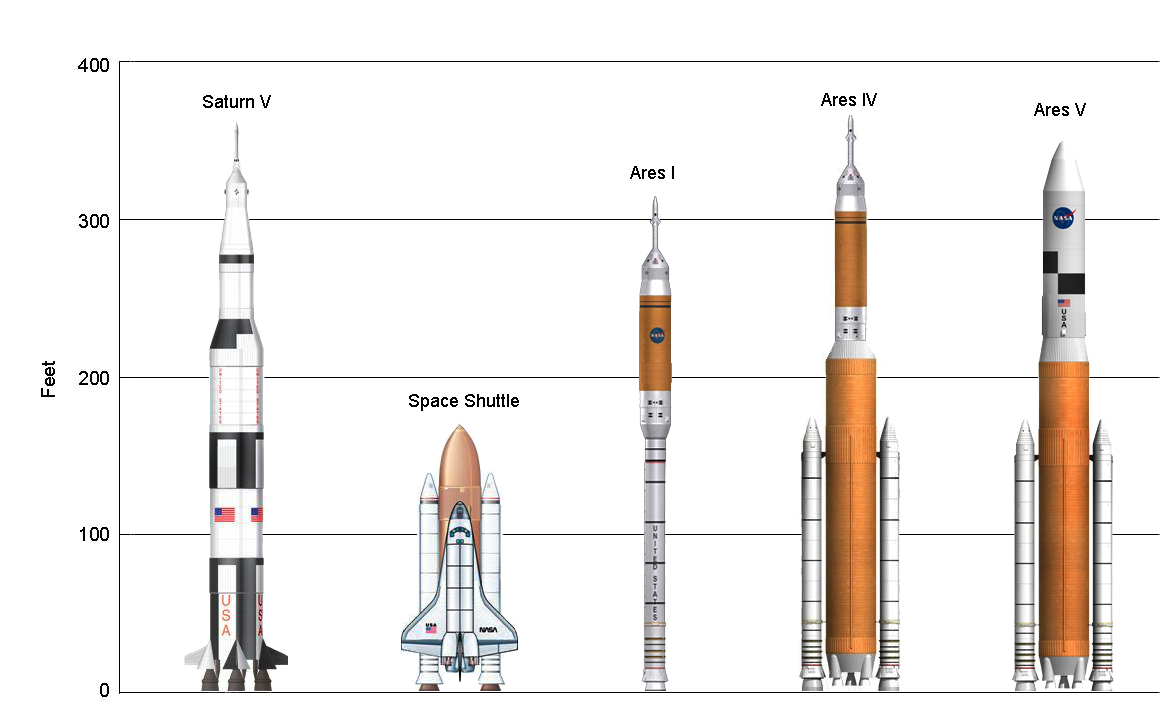
Comparación entre el Saturno V, Transbordador espacial, Ares I, Ares IV y Ares V.

El 4 de enero de 2007, la NASA completó su programa de requisitos de sistemas en un tiempo récord, continuó con el mejoramiento del diseño a lo largo de 2007 y empezó el diseño del proyecto en 2008.
El 10 de septiembre de 2009, Alliant Techsystems, contratista de la NASA para la primera etapa del cohete, efectuó una prueba de encendido con éxito del motor que propulsará la primera fase del cohete, tras un fallo en una prueba previa el 27 de agosto. El 28 de octubre de 2009 fue lanzado con éxito el primer cohete de pruebas Ares I-X desde el Centro Espacial Kennedy.
El primer vuelo programado estaba previsto que tenga lugar en junio de 2011.
Este programa ha sido muy criticado debido a que el primer vuelo tripulado tendría lugar cerca de 5 años después de haber sido dado de baja el transbordador.